# Anann
Anann var gudarnas moder i irländsk, keltisk mytologi. Också känd under namnen Anu, Ana och Anand.
Anann är mest känd som tillnamn på de två höjderna nära Killarney, som kallas Dá Chích Anann, "Ananns bröstvårtor".